# Coaling
Coaling is een plaats (city) in de Amerikaanse staat Alabama, en valt bestuurlijk gezien onder Tuscaloosa County.

## Demografie
Bij de volkstelling in 2000 werd het aantal inwoners vastgesteld op 1115.
In 2006 is het aantal inwoners door het United States Census Bureau geschat op 1103, een daling van 12 (-1,1%).

## Geografie
Volgens het United States Census Bureau beslaat de plaats een oppervlakte van
9,6 km², waarvan 9,5 km² land en 0,1 km² water. Coaling ligt op ongeveer 145 m boven zeeniveau.

## Plaatsen in de nabije omgeving
De onderstaande figuur toont de plaatsen in een straal van 24 km rond Coaling.